# مستطیل قرمز
مستطیل قرمز فیلمی به کارگردانی حسن و حسین صیدخانی و تهیه‌کنندگی سید علی‌رضا سجاد پور محصول سال ۱۳۹۵ است. این فیلم برنده لوح زرین جشنواره فیلم میلان شد.

## خلاصه داستان
داستان این فیلم به یکی از وقایع جنگ ایران و عراق بازمی‌گردد. قصه مردم جنگ‌زده‌ای است که حاضر به ترک محل زندگی خود نیستند؛ آن‌ها در اردوگاه برای نشاط روحی مسابقه فوتبالی برگزار می‌کنند، اما در دقیقه ۵۵ به ناگاه بازی متوقف می‌شود… سید علی خامنه‌ای درباره این حادثه می‌گوید «این حادثه باید برای مردم تبیین شود تا آن‌ها با شهدای چوار ایلام، آشنا شوند.»
مخاطب این فیلم عموم افراد می‌باشند و همچنین این فیلم در مدت ۰۱:۴۰:۰۰ پخش قابل دریافت است. مستطیل قرمز از دید گونه‌شناسی در سینمای ایران عضوی از ژانر «سینمای دفاع مقدس» محسوب می‌شود.

## عوامل و ساخت
در آبان ۱۳۹۵ خبری منتشر شد که یک فیلم سینمایی با موضوعیت رخداد بمباران زمین فوتبال چوار ساخته خواهد شد و کار فیلمبرداری آن در ایلام، تهران و شهرک سینمایی دفاع مقدس دنبال خواهد شد. تهیه‌کننده این اثر گفت داستان این فیلم دربارهٔ جنایت رژیم عراق در بمباران زمین فوتبال چوار ایلام است. داستان فیلم در زمان حال اتفاق می‌افتد و در دنباله به رخداد «چوار» پرداخته می‌شود.
| ردیف | کارگزار          | جنسیت    | نام                                                                                               |
| ---- | ---------------- | -------- | ------------------------------------------------------------------------------------------------- |
| ۱    | تهیه‌کننده        | آقای     | سید علیرضا سجادپور                                                                                |
| ۲    | کارگردان         | آقای     | حسن و حسین صیدخانی                                                                                |
| ۳    | برخی از بازیگران | اقا/خانم | ۱.اندیشه فولادوند، ۲.مهدی اسدی، ۳.علی اوسیوند، ۴. محمود مقامی، ۵. جمشید جهان‌زاده، ۶.شهربانو موسوی |

## جوایز
فیلم سینمایی مستطیل قرمز برنده جشنواره فیلم میلان است که جایزه ویژه سال ۲۰۱۹ میلادی خود را به شبکه ورزش سیمای جمهوری اسلامی ایران به دلیل این فیلم اعطا کرد. این فیلم همچنین برگزیده جشنواره بین‌المللی مقاومت و کسب دیپلم افتخار و لوح زرین از جشنواره ملی فانوس نیز است.

## نقدها
بسیاری از عوامل چندین مرتبه نظرات خود را در جشنواره‌های داخل ایران و نیز در گفتگوها در خبرگزاری‌ها درمورد این فیلم بیان کرده‌اند. در ادامه به برخی از آن‌ها پرداخته شده‌است.
کورش جاهد، منتقد سینما، دربارهٔ این فیلم گفت: «مستطیل قرمز» بر اساس واقعیت ساخته شده و مستندگونه است و لحن صدا و ریتم بیان گوینده جنبه مستندگونه فیلم را تقویت می‌کند. جنگ در کل پدیده وحشتناکی است اما جالب است که در این فیلم مدام به این نکته اشاره می‌شود که زندگی در جنگ نیز در جریان است. ما نیازمند نگاه جدیدی در سینمای دفاع مقدس هستیم و امیدوارم این دو برادر کارگردان، با شور و حالی که کار را خود را آغاز کرده و فیلم پرزحمتی را ساخته‌اند، با وجود همه مشکلاتی که در سینما وجود دارد به راه خود ادامه دهند.
علی اوسیوند بازیگر مستطیل قرمز دربارهٔ همکاری در این فیلم گفت: مستطیل قرمز نخستین تجربه فیلم بلند سینمایی برادران صیدخانی در ایلام بوده‌است که امیدوارم از حرکت شایسته و کاملاً ارزشمند این دو برادر حمایت شود تا در سال‌های آینده نیز این حرکت انسانی، فرهنگی و خدایی را ادامه دهند.
اندیشه فولادوند بازیگر مستطیل قرمز در مورد این فیلم در مصاحبه با خبرگزاری مهر گفت خوش شانس بودم که به این فیلم دعوت شدم او همچنین با انتقاد از کم‌توجهی‌ها و کم‌کاری‌ها نسبت به دوران دفاع مقدس، شهدای این دوران را انسان‌هایی دارای ژن‌های واقعاً مقدس توصیف کرد.